# Eduard Friedrich Poeppig
Eduard Friedrich Poeppig (Plauen, Saxe, 16 de julho de 1798 — Wahren, perto de  Leipzig, 4 de setembro de 1868) foi um zoólogo e naturalista alemão. Ficou conhecido por sua exploração científica.

## Biografia
Poeppig nasceu em Plauen, Saxônia. Ele estudou medicina e história natural na Universidade de Leipzig, graduando-se em medicina. Na formatura, o reitor da universidade deu-lhe uma missão botânica nas Américas do Sul e do Norte. Ele foi ajudado financeiramente por um pequeno grupo de amigos e cientistas em Leipzig, que incluía o botânico Christian Friedrich Schwägrichen, que em troca recebeu conjuntos de espécimes. Posteriormente, ele trabalhou como naturalista em Cuba (1823-24) e na Pensilvânia (1824-1826). Em 1826 ele partiu para Valparaíso, Chile, e passou vários anos realizando exploração científica em todo o Chile, Peru e Brasil. Como resultado de sua jornada na América do Sul, ele publicou "Reise no Chile, Peru und auf dem Amazonenstrome, während der Jahre 1827-1832 " (2 volumes).
No outono de 1832, ele retornou à Alemanha com importantes coleções zoológicas e botânicas - várias centenas de bichos de pelúcia, uma coleção de objetos etnográficos e mais de 17 000 plantas secas.  Durante o ano seguinte, ele se tornou professor associado da Universidade de Leipzig, onde em 1834 foi nomeado diretor de seu museu zoológico. Em 1846, ele alcançou o cargo de professor titular em Leipzig, posição que manteve até sua morte em 1868. Ele contribuiu para o estabelecimento de um museu científico em Leipzig, e legou a ele algumas de suas coleções, com o restante sendo enviado para museus em Berlim e Viena.
Na América do Sul, ele descreveu várias novas espécies de plantas. Seu magnum opus botânico, Nova genera ac Species Plantarum quas in regno, Chiliensi, Peruviano, ac Terra Amazonica, anni 1827-1832 lectarum, foi publicado em três volumes. Nele, ele descreveu 31 novos gêneros e 477 novas espécies. Nos primeiros dois volumes, ele colaborou com Stephan Endlicher.

## Obras
- Fragmentum synopseos plantarum phanerogamarum, (1833). (em Latim).
- Selbstanzeige der Reisebeschreibung in Blätter für literarische Unterhaltung, (1835). (em Alemão).
- Reise in Chile, Peru und auf dem Amazonenstrome während der Jahre 1827-1832 [= Viagem no Chile, Peru e no rio Amazonas durante os anos 1827-1832], 2 volumes (1834-36). (em Alemão).
- Nova genera ac species plantarum, quas in regno Chilensi Peruviano et in terra Amazonica: annis MDCCCXXVII ad MDCCCXXXII (with Stephan Ladislaus Endlicher), (1835–45). (in Latim).
- Reise nach den Vereinigten Staaten [= Travel to the United States]], (1837). (em Alemão).
- Über alte und neue Handelswege nach der Westküste Amerikas [= Em antigas e novas rotas comerciais para a costa oeste das Américas], (1838). (em Alemão).
- Landschaftliche Ansichten und erlauternde Darstellungen [= Vistas do campo com explicação], (1839). (em Alemão).
- Poeppig foi o principal colaborador de artigos etnológicos, geográficos e biológicos sobre as Américas para a Allgemeine Encyclopaedie, editado por Ersch and Gruber.

## Homenagens
O nome de Poeppig foi imortalizado no Género Poeppigia, da família Verbenaceae.
Também foram nomeadas em sua honra as espécies Psychotria poeppigiana, Zamia poeppigiana, Erythrina poeppigiana, Diospyros poeppigiana, Geonoma poeppigiana e o macaco-barrigudo Lagothrix poeppigii.